# Rudnik smeđeg ugljena Zenica
Rudnik smeđeg ugljena Zenica je rudnik smeđeg ugljena u Zenici. Otvorila ga je Zemaljska uprava za BiH svibnja 1880. godine. Prvi je suvremeni rudokop ugljena u BiH.